# 伊莱沙·佩尔·费里

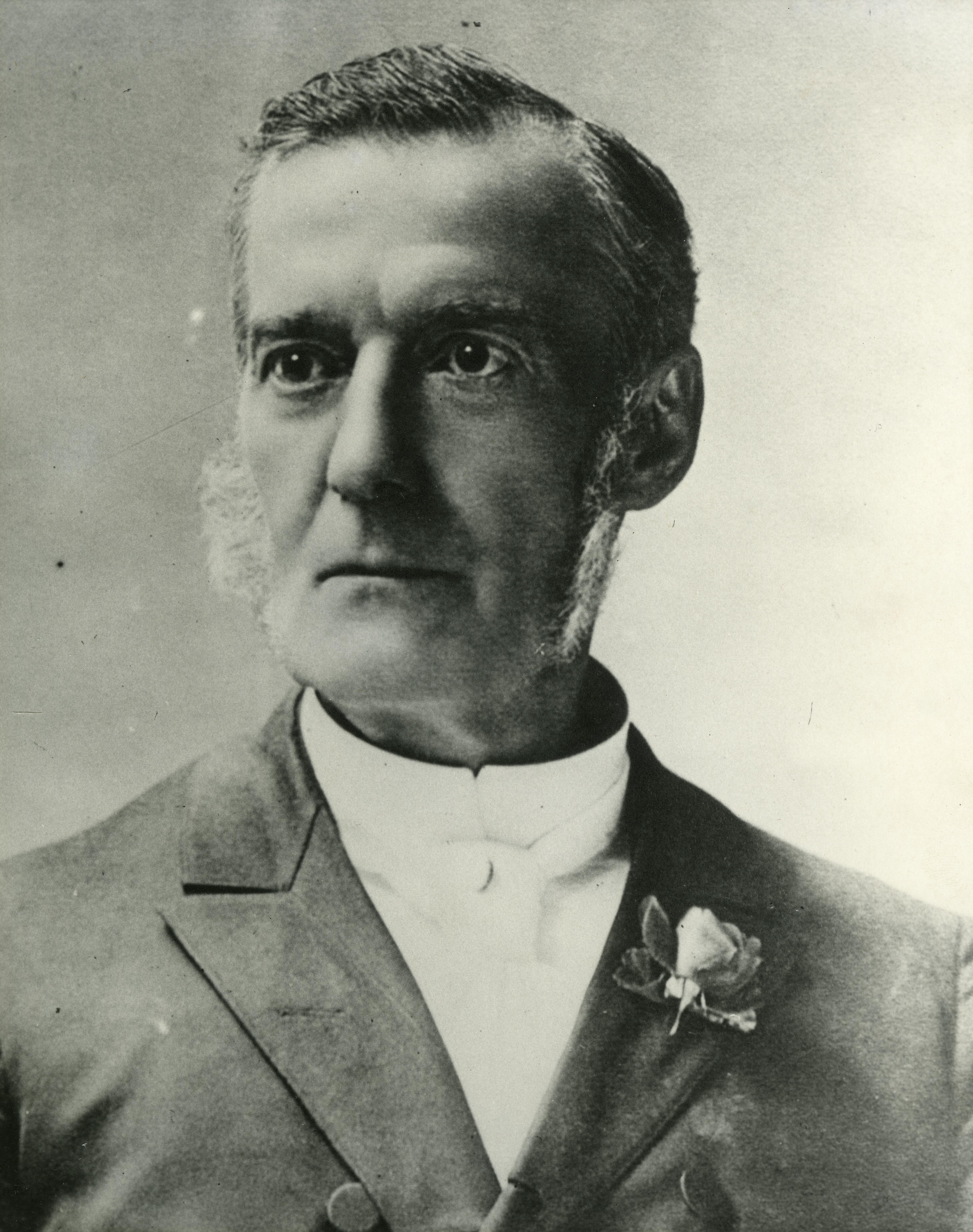

伊莱沙·佩尔·费里（Elisha Peyre Ferry，1825年-1895年），美国政治人物。曾担任华盛顿州前身华盛顿领地总督，时间为1872–1880年。华盛顿州正式成立后，担任首任州长，任期为1889–1893年。

## 生平
费里生于密歇根州蒙罗县。1859年，当选沃基根首任市长。1872年，总统尤利西斯·辛普森·格兰特任命费里担任华盛顿领地总督。1876年，届满后，再次任命为华盛顿领地总督。1880年卸任。1889年11月，共和党方面提名费里为华盛顿州州长候选人。最终，费里以58%的得票率赢得选举。1895年，因病去世。为纪念费里，华盛顿州一个县以费里命名，即费里县。